# 杯花韭
杯花韭（学名：Allium cyathophorum）为葱科葱属的植物，是中国的特有植物。分布在中国大陆的西藏、青海、四川、云南等地，生长于海拔3,000米至4,600米的地区，见于山坡及草地，目前已由人工引种栽培。

## 异名
- Allium cyathophorum Bur. et Franch. var. farreri Stearn